# Cornelius Severus
Cornelius Severus war ein epischer römischer Dichter in augusteischer Zeit. Er war unter anderem mit Ovid befreundet.
Von Cornelius Severus sind heute noch 16 Fragmente überliefert. Sein Freund Ovid schrieb ihm das „Gedicht über die Könige“ zu (Briefe aus der Verbannung, 4,16,9), das möglicherweise der erste Teil einer längeren Verschronik mit dem Namen „Res Romanae“ war. Seneca der Ältere zitierte in seinem Werk suasoriae (6,26) 25 Verse über den Tod Ciceros, die möglicherweise auch aus diesem Werk stammten. Quintilian lobt ein Gedicht über den sizilischen Krieg und Seneca der Jüngere (Briefe 79,6) bezieht sich auf eine Beschreibung des Ätna. Beides stammte möglicherweise auch aus „Res Romanae“.